# Jean-Yves Ducornet
Jean-Yves Ducornet ist ein US-amerikanischer Musikproduzent und Gitarrist der Melodic-Hard-Rock-Band Hypnogaja. Er ist gebürtiger Franzose. Sein Spitzname ist Jeeve.

## Leben
Ducornet wurde in Frankreich geboren. In den ersten Jahren seines Lebens reiste er mit seiner Familie oft in die USA. Er studierte an der Studios Des Varietés, bevor er zurück in die USA zog. Dort studierte er auf dem Berklee College Of Music in Boston, Massachusetts. Nach seinem erfolgreichen Studium zog er nach Los Angeles und begann dort seine musikalische Karriere. Seit 2005 spielt er bei der Band Hypnogaja Gitarre.

## Karriere
Nach dem Abschluss am College of Music in Boston zog Ducornet nach L. A. Er hat viele Songs für Fernsehserien und Kinofilme produziert und lernte dabei bekannte Musiker kennen wie Carlos Santana, Paulina Rubio, Luis Ronsi oder auch Tupac Shakur. Er ist, neben Songwriter (nicht bei Hypnogaja) und Produzent, noch Gitarrist der Band Hypnogaja, womit er in den USA hohe Bekanntheit erlangte. Er arbeitete mit vielen bekannten Produzenten, wie Leticia Ascencio, Travis House, Klaus Derendorf und eben ShyBoy.

## Instrumente und Programming
Als Musiker spielt Ducornet Gitarre (Akustik sowie Elektronik), Bass und Keyboard.
Als Musikproduzent übernimmt er unter anderem das Programming, Editing, Mixing und Mastering.
Als Gesangsproduzent übernimmt er das Gesangs- und Backgroundgesangs-Arrangement sowie das Performing.
Er schreibt Texte für Rockmusik, Hip-Hop, R&B, Hard Rock, Electronic, Reggaeton, Dance und Pop-Bands. Zudem schreibt er auch Texte für Film- und Fernsehmusik.

## Auszeichnungen und Nominierungen
- 2000: John Lennon Songwriter’s Contest – Sieger mit den Songs I Wanna Be Free und Never (HipHop / R&B)
- 2001: John Lennon Songwriter’s Contest – Sieger mit dem Song Casanova
- 2001: Unisong International Songwritingcontest – 3. Platz mit dem Song Casanova
- 2001: American Songwriter’s Contest – Sieger mit dem Song Music In My Heart (Dance)
- 2004: Latin Grammy für den besten Produzenten – nominiert
- 2004: John Lennon Songwriter’s Contest – Sieger mit dem Song Batcha Can’t Say No (R&B)
- 2004: USA Songwriting Competition – Sieger mit dem Song Freaks (Dance)

## Veröffentlichungen
Als Produzent schrieb Ducornet viele Songs für bekannte Kinofilme, Fernsehserien und Castingshows. Diese sind unter anderem: Sex and the City, Kangaroo Jack, Schrei wenn Du kannst, Be Cool, Roswell, America’s Next Top Model, Scrubs – Die Anfänger und Carrie.
Als Musiker veröffentlichte Ducornet viele Alben und Singles. Allein mit Hypnogaja hat er 4 Alben produziert und vermarktet. Weitere Alben sind unter anderem: DJ Kane vom gleichnamigen Interpreten, Border Girl von Paulina Rubio oder auch Shaman von Carlos Santana. Insgesamt veröffentlichte er bisher 52 Singles, Soundtracks, Alben und über 63 Songs für Kinofilme.